# قشلاق حاجی سواد
قشلاق حاجی سواد یک روستا در ایران است که در دهستان قشلاق شرقی واقع شده‌است. قشلاق حاجی سواد ۹۳ نفر جمعیت دارد.